# Волков, Александр Владимирович (геолог)
Александр Владимирович Волков (род. 21 мая 1957 года) — советский и российский учёный-геолог, член-корреспондент РАН (2022).

## Биография
Родился 21 мая 1957 года.
В 1979 году — окончил с отличием геологоразведочный факультет Казахского политехнического института (г. Алма-Ата), после окончания которого поступил в аспирантуру ЦНИГРИ Мингео СССР (г. Москва), затем работал младшим, старшим научным сотрудником отдела золота Востока СССР ЦНИГРИ.
В 1983 году — защитил кандидатскую диссертацию, тема: «Золото-серебряные месторождения в терригенных толщах Майского рудного узла (Центральная Чукотка)».
В 1985 году — переведён на работу в Майскую геологоразведочную экспедицию (ГРЭ) ПГО «Севвостгеология» (п. Майский Чаунского района, Чукотского АО) на должность старшего геолога.
В 1986 году — назначен главным геологом Северо-Чукотской ГРЭ ПГО «Севвостгеология».
В 1989 году — переведён на работу в Северо-Восточный филиал ЦНИГРИ (г. Магадан) на должность зам. директора по научной работе.
В 1992 году — назначен заместителем директора по научной работе Северо-Восточном научно-исследовательского центра минерального сырья (Севвостницмис) Госкомитета геологии, а затем Минприроды РФ.
С конца 1992 по 1994 годы — работал в составе группы российских геологов в Алжире.
В 1994 году — избран на должность старшего научного сотрудника Рудного центра ИГЕМ РАН, затем старший, ведущий, главный научный сотрудник, зав. лабораторией Геологии рудных месторождений ИГЕМ РАН.
В 1999 году — защитил докторскую диссертацию, тема: «Закономерности размещения и условия образования золоторудных месторождений в зонах тектоно-магматической активизации мезозойских складчатых структур Северо-Востока России».
В 2022 году — избран членом-корреспондентом РАН от Отделения наук о Земле.

## Научная деятельность
Один из ведущих специалистов в области металлогении, геологии рудных месторождений, геолого-экономического прогнозирования и оценки минеральных ресурсов.
Автор более 500 научных работ (в том числе 7 монографий и одного изобретения), геолого-экономических карт и атласов «Национального богатства недр» 42 субъектов РФ.
Основные направления исследований: геология рудных месторождений стратегических металлов, металлогения рудных районов, геолого-экономическое прогнозирование и оценка минеральных ресурсов Арктической зоны и Дальнего Востока России.
Основные научные результаты:
- внесён крупный вклад в развитие геологии рудных месторождений и металлогении рудных районов активных континентальных окраин российской части Тихоокеанского рудного пояса;
- созданы геолого-генетические модели крупных месторождений стратегических металлов Востока России;
- создана прогнозно-металлогеническая карта (1:1500000 масштаба) на современной геодинамической основе рудных районов и крупных месторождений благородных металлов на территории Верхояно-Чукотских мезозоид;
- разработаны новые подходы к прогнозированию крупных месторождений стратегических металлов Арктической зоны РФ.